# (753) Tiflis
(753) Tiflis – planetoida z pasa głównego asteroid okrążająca Słońce w ciągu 3 lat i 203 dni w średniej odległości 2,33 au. Została odkryta 30 kwietnia 1913 roku w Obserwatorium Simejiz na górze Koszka na Półwyspie Krymskim przez Grigorija Nieujmina. Nazwa pochodzi od Tyflis (Tbilisi), stolicy Gruzji, miejsca urodzin odkrywcy. Przed nadaniem nazwy planetoida nosiła oznaczenie tymczasowe (753) 1913 RM.